# Pan de arroz

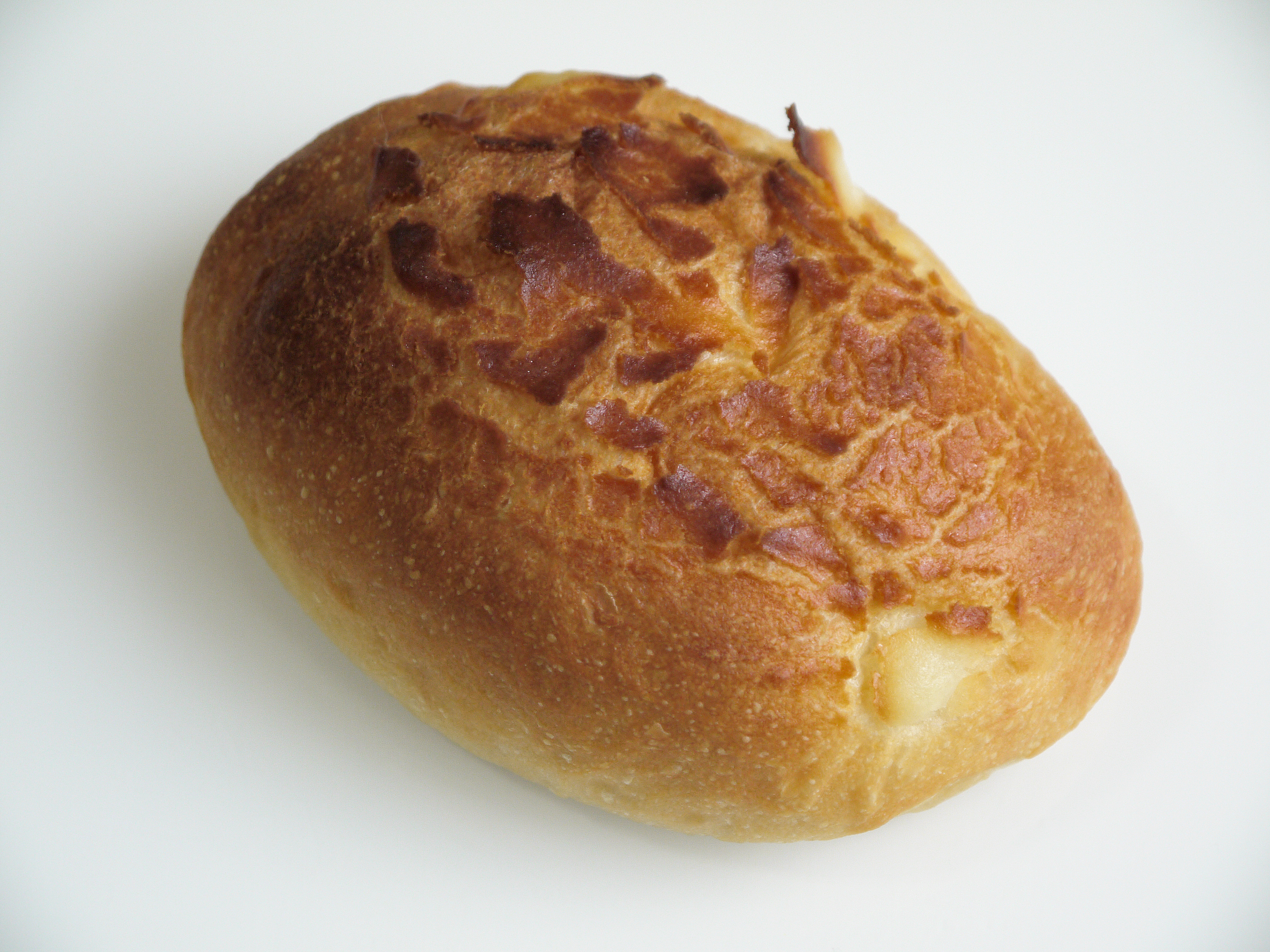

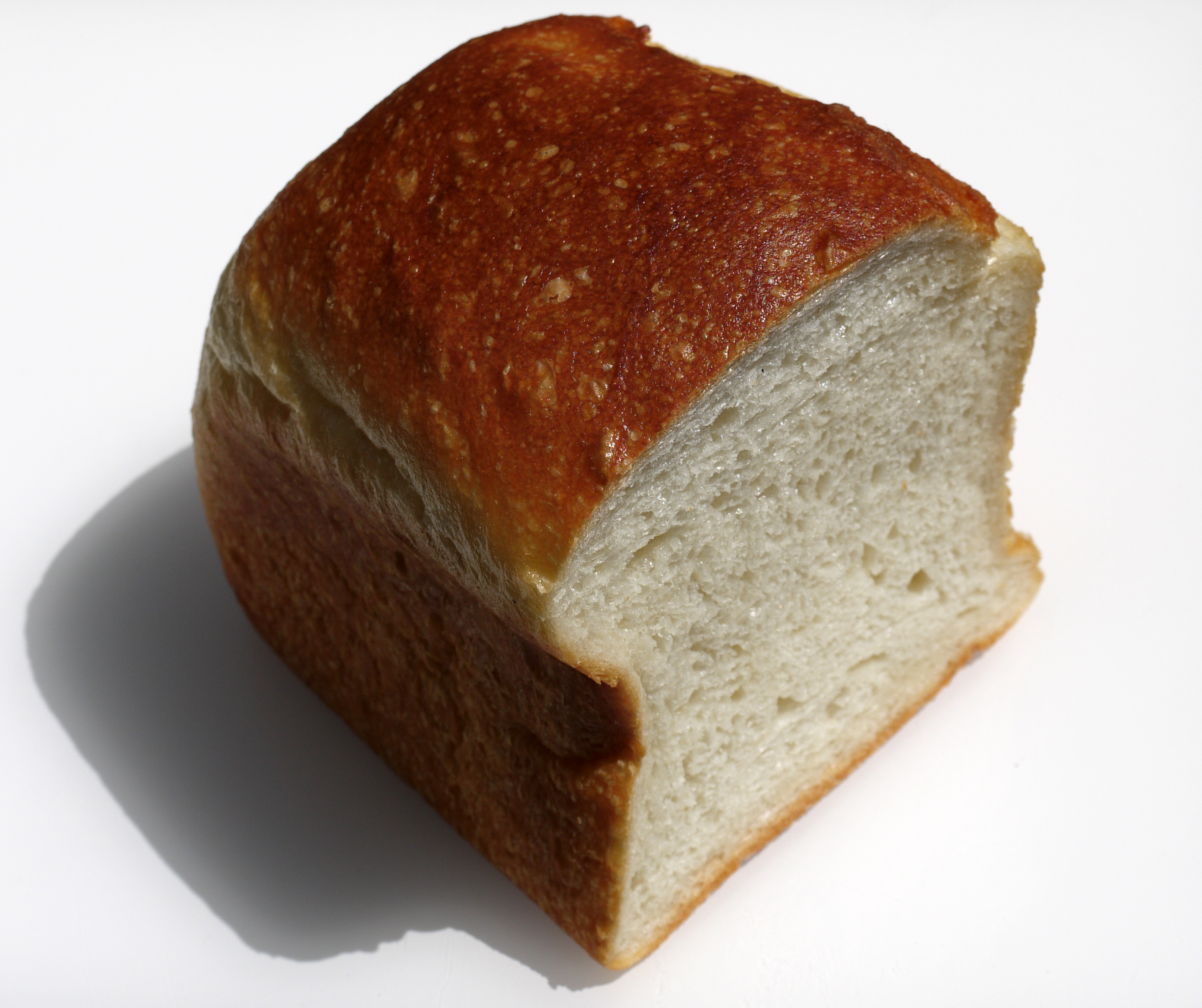

El pan de arroz (en japonés 米粉パン) es una preparación horneada de una masa de harina de arroz. Es un substituto del pan en algunas gastronomías de origen asiático. Es muy popular en Japón (en la Prefectura de Tottori), En otros países como Vietnam se elaboran los Bánh mì empleando mezclas de trigo y arroz en sus masas. Se trata de un producto creado como substituto del pan de trigo. El problema para la formación de la masa de harina de arroz es la ausencia de gluten que no permite crear masas esponjosas que retengan los gases de la fermentación. Esto los convierte en un acompañamiento ideal para las personas que posean sensibilidad al gluten, así como a algunos cereales.  También existe otra variante creada en Santa Cruz, Bolivia, en el cual se usa harina de arroz y una porción de yuca como base, el pan de arroz es muy popular por Santa Cruz, Beni y Pando donde abunda la yuca, en Santa Cruz es muy común hornearlo a la leña sobre hojas de plátano para  conseguir un sabor y aroma muy particular. 

## Elaboración del pan de arroz japonés
La masa de esos panes se compone de harina de arroz, levadura, agua, azúcar, sal y aditivos de diversa índole. Se suele emplear en la harina arroz viejo, con poco pulimiento del grano. Se elabora mediante aditivos que permiten crear migas esponjosas tras la fermentación de la masa como la goma xantana y la hidroxipropilmetilcelulosa (compuesto sintetizado a partir de la celulosa). Estas fórmulas se desarrollaron a partir de los años setenta. En el año 2001 un estudio de un departamento de ingeniería de la alimentación de la Universidad Yamagata logró elaborar una espuma culinaria que permite elaborar pan de arroz mediante el solo empleo de harinas de arroz.

## Elaboración del pan de arroz cruceño

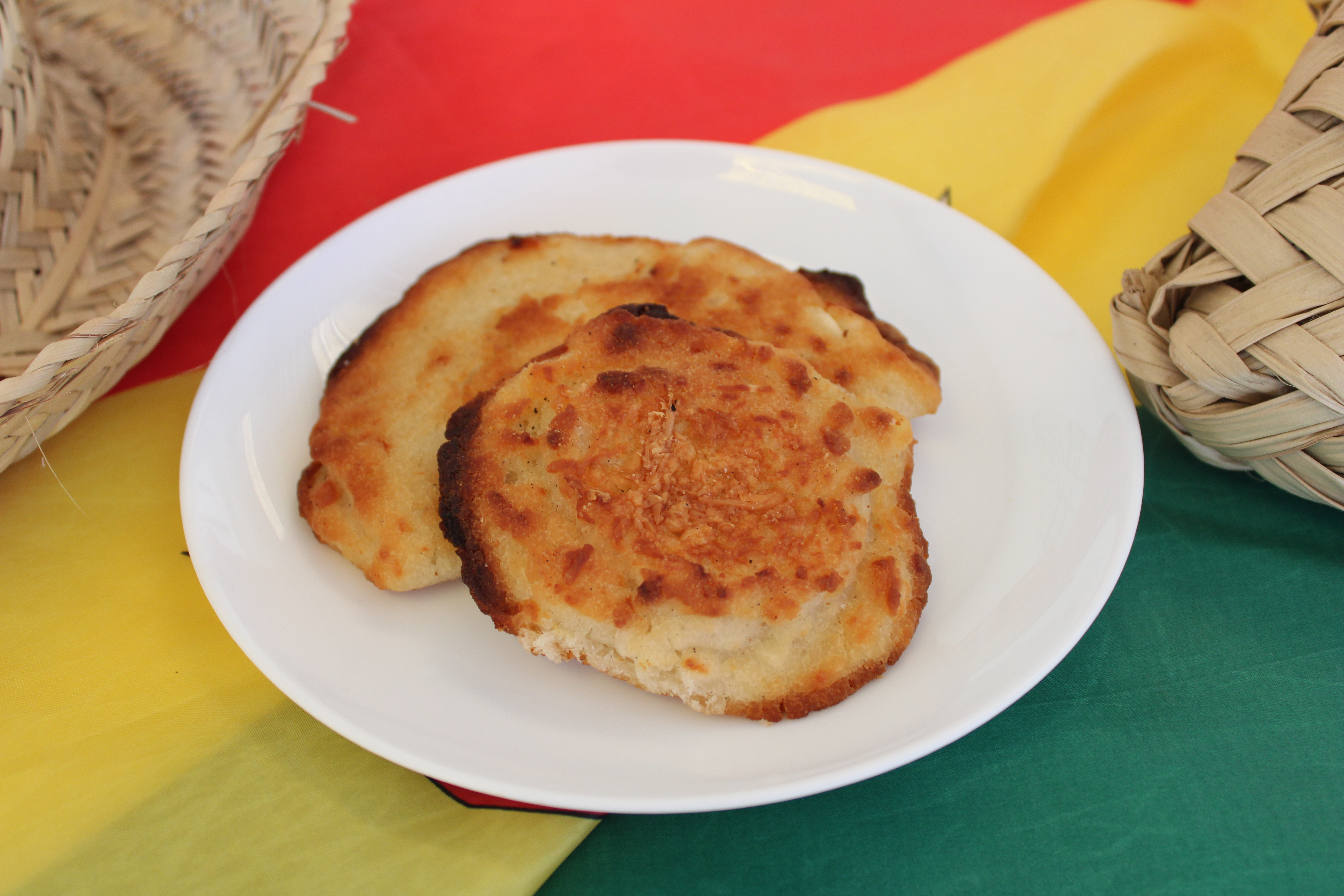
Pan de arroz, Bolivia

Su masa se compone de harina de arroz, yuca hervida, queso, leche o agua, azúcar, sal y mantequilla. Este plato es típico de Santa Cruz, su popularidad se extendió por el oriente boliviano.